# Jorma Taccone
Jorma Christopher Taccone (Berkeley, 19 de marzo de 1977) es un comediante, actor, cineasta y escritor estadounidense. Forma parte del trío de comedia The Lonely Island, conformado además por sus amigos de infancia Andy Samberg y Akiva Schaffer. En 2010 coescribió y dirigió el largometraje MacGruber, basado en el sketch del mismo nombre de Saturday Night Live, el cual representó su debut como cineasta. Dirigió su segunda película junto con Schaffer, la comedia musical Popstar: Never Stop Never Stopping, en la que también actuó.

## Filmografía

### Cine
| Año  | Título                              | Papel                                            | Notas                         |
| ---- | ----------------------------------- | ------------------------------------------------ | ----------------------------- |
| 2007 | Hot Rod                             | Kevin Powell                                     |                               |
| 2007 | Bratz                               | Cantante                                         |                               |
| 2008 | Role Models                         | Mitch                                            | Cameo                         |
| 2009 | Land of the Lost                    | Cha-Ka                                           |                               |
| 2012 | The Watch                           | Guy                                              | Cameo (con The Lonely Island) |
| 2013 | Grown Ups 2                         | Porrista                                         | Cameo (con The Lonely Island) |
| 2014 | The Lego Movie                      | William Shakespeare (voz)                        |                               |
| 2014 | Neighbors                           | Toga                                             | Cameo (con The Lonely Island) |
| 2015 | Kung Fury                           | Adolf Hitler                                     |                               |
| 2016 | Popstar: Never Stop Never Stopping  | Owen Bouchard                                    |                               |
| 2016 | Storks                              | Voz                                              |                               |
| 2017 | It Happened in L.A.                 | Elliot                                           |                               |
| 2018 | Rampage                             | Buceador                                         | Escena eliminada              |
| 2018 | Spider-Man: Into the Spider-Verse   | Voz                                              |                               |
| 2019 | The Lego Movie 2: The Second Part   | Larry Poppins (voz)                              |                               |
| 2020 | I Used to Go Here                   | Bradley Cooper                                   |                               |
| 2020 | Kung Fury 2                         | Adolf Hitler                                     |                               |
| 2020 | An American Pickle                  |                                                  |                               |
| 2022 | Chip 'n Dale: Rescue Rangers        | Voz en off (Fan Con), Batman y un coche          |                               |
| 2023 | Spider-Man: Across the Spider-Verse | El Buitre, Peter Parker / Spider-Man (Tierra-67) | Voz                           |
| 2024 | Sonic 3, la película                | Kyle Lancebottom                                 |                               |

### Televisión
| Año       | Título                                             | Papel                                | Notas        |
| --------- | -------------------------------------------------- | ------------------------------------ | ------------ |
| 2005–2014 | Saturday Night Live                                | Varios                               | 22 episodios |
| 2011      | Up All Night                                       | Benjamin "B-Ro" Roth                 | 1 episodio   |
| 2012–2013 | Girls                                              | Booth Jonathan                       | 3 episodios  |
| 2013–2014 | The League                                         | Spazz                                | 3 episodios  |
| 2014      | Gravity Falls                                      | Gabe Bensen (voz)                    | 2 episodios  |
| 2014–2016 | Comedy Bang! Bang!                                 | Él mismo                             | 3 episodios  |
| 2015      | Parks and Recreation                               | Roscoe Santangelo                    | 3 episodios  |
| 2015      | Man Seeking Woman                                  | Cupido                               | 1 episodio   |
| 2015      | Major Lazer                                        | Varios                               | 3 episodios  |
| 2016      | Brooklyn Nine-Nine                                 | Taylor                               | 1 episodio   |
| 2017      | Michael Bolton's Big, Sexy Valentine's Day Special | Roquero                              | 1 episodio   |
| 2018      | Drunk History                                      | Mehmed                               | 1 episodio   |
| 2019      | Miracle Workers                                    | Voz                                  | 1 episodio   |
| 2019      | The Unauthorized Bash Brothers Experience          | Reportero / Walt Weiss / Joe Montana | 1 episodio   |
| 2019      | Bless the Harts                                    | Craig (voz)                          | 1 episodio   |

### Escritor
| Año       | Título                             | Notas         |
| --------- | ---------------------------------- | ------------- |
| 2005–2014 | Saturday Night Live                |               |
| 2007      | Hot Rod                            | No acreditado |
| 2008      | Extreme Movie                      |               |
| 2010      | MacGruber                          |               |
| 2016      | Popstar: Never Stop Never Stopping |               |

### Director
| Año       | Título                             | Notas              |
| --------- | ---------------------------------- | ------------------ |
| 2010      | MacGruber                          |                    |
| 2011–2013 | Parks and Recreation               | 2 episodios        |
| 2012      | Up All Night                       | 1 episodio         |
| 2013      | Brooklyn Nine-Nine                 | 1 episodio         |
| 2016      | Popstar: Never Stop Never Stopping | Con Akiva Schaffer |
| 2018–2019 | The Last O.G.                      | 5 episodios        |
| 2019      | Miracle Workers                    | 2 episodios        |